# 温仲舒
温仲舒（944年—1010年），字秉阳，宋朝初年河南府（今河南省洛阳市）人。宋真宗时参知政事。
太平兴国三年（978年）中进士，为大理评事，通判吉州（治所在今江西省吉安市）。轉任秘书丞，知汾州（治所在今山西省汾阳市），坐事除名。得吕蒙正援引，不久复职。端拱元年（988年）拜右正言、直史馆、判户部凭由司。端拱三年（991年），拜工部郎中、枢密直学士，知三班院。建议赦免黄河北部地区赋役，宋太宗采纳。淳化二年（991年）拜右谏议大夫、枢密副使，改同知枢密院事。淳化四年（993年）罢知秦州，经营大洛、小洛门寨，亲率兵巡视诸砦，以威信勸谕酋长，安抚羌戎，深得其心。後來，歷知鳳翔府、興元府、江陵府，加給事中。至道三年（997年）以戶部侍郎參知政事（副相）。咸平元年（998年），拜為禮部尚書，罷執政，出知河陽。咸平二年（999年），知開封府。大中祥符二年（1009年）擔任戶部尚書。大中祥符三年（1009年）為昭文館大學士，任命剛下就去世了，贈尚書左僕射，諡號恭肅。和寇準並稱溫寇。

## 延伸阅读
[在维基数据编辑]
 《宋史·卷266》，出自脱脱《宋史》